# تاریخ زنان در مهندسی در ایران
تاریخ زنان در مهندسی در ایران نشان‌دهندهٔ یک مسیر پرچالش اما پرپیشرفت است. حضور زنان در رشته‌های مهندسی در ایران از اواسط قرن بیستم به‌طور جدی آغاز شد و با گذر زمان، نقش آن‌ها در این حوزه افزایش یافت.

## دوره‌های مهم تاریخی

### دوره پیش از انقلاب (قبل از ۱۳۵۷)
ورود زنان به دانشگاه‌ها از دهه ۱۳۳۰ آغاز شد، اما تعداد آن‌ها در رشته‌های مهندسی محدود بود. در دهه ۱۳۵۰، زنان بیشتری وارد رشته‌های فنی و مهندسی شدند، به‌ویژه در دانشگاه‌های برتر مانند دانشگاه تهران، صنعتی شریف و امیرکبیر.

### دوره پس از انقلاب (۱۳۵۷ به بعد)
در دهه ۱۳۶۰، به دلیل سیاست‌های جدید، میزان حضور زنان در برخی رشته‌ها کاهش یافت، اما مهندسی همچنان از حوزه‌هایی بود که زنان در آن حضور داشتند. از دهه ۱۳۷۰، با افزایش پذیرش دانشگاه‌ها و رشد تحصیلات تکمیلی، زنان بیشتری وارد رشته‌های مهندسی شدند.

### دهه‌های ۱۳۸۰ و ۱۳۹۰
تعداد زنان در برخی از رشته‌های مهندسی حتی از مردان پیشی گرفت، به‌ویژه در رشته‌هایی مانند مهندسی شیمی و مهندسی صنایع. زنان مهندس در پروژه‌های بزرگ صنعتی، شرکت‌های دانش‌بنیان و حتی مدیریت فنی نقش‌های پررنگ‌تری پیدا کردند.

## چالش‌ها و دستاوردها
نگاه سنتی به نقش زنان در جامعه، مشکلات بازار کار و فرصت‌های نابرابر از چالش‌های اساسی است.
هرچند زنان ایرانی توانستند موقعیت‌های مدیریتی، پیشرفت در پژوهش‌های علمی، ورود به صنایع پیشرفته مانند نفت، گاز و فناوری اطلاعات را کسب کنند.